# Девятая сила
«Девятая сила» (тайск. ขบวนการ นว พล, Navapol, Nawapol, Nawaphol), обычно — Nawaphon («Навапон») — таиландская крайне правая монархическая организация, действовавшая в середине 1970-х годов. Отличалась воинствующим антикоммунизмом. Сыграла важную роль в расправе над левыми силами осенью 1976 года.

## Идеология и социальная база
Движение основал в 1974 году лидер Ассоциации тайских студентов в США Ваттана Кивимол. Поддержка была оказана со стороны королевского двора, «Отдела внутренней безопасности» таиландской армии, МВД и предпринимательских кругов. «Навапон» выступал под крайне консервативными – ультраролялистскими – лозунгами: «Нация, религия, монархия» ; против парламентской демократии, социальных движений и левой угрозы. Членский состав рекрутировался из мелких предпринимателей, торговцев, чиновников, офицеров и буддийских монахов. Идеология и социальная база «Навапон» вызывает ассоциации с русской «чёрной сотней» начала XX века.
К 1976 году «Девятая сила» насчитывала до 500 тысяч членов. Широкие слои таиландского общества откликались на консервативную агитацию. Победа коммунистов в Индокитайской войне, объединение Вьетнама под властью компартии, установление коммунистических режимов в Камбодже и Лаосе, активизация компартии в самом Таиланде воспринимались как серьёзная угроза. Мелкобуржуазные массы стремились защитить свою собственность и социальный статус. Они требовали стабильности и сплачивались вокруг правых сил – прежде всего короля и армии. Эти массовые настроения способствовали успеху правого переворота 6 октября 1976. 
В «Навапон» состояли видные представители таиландской элиты (например, юрист Танин Краивичьен, фаворит короля, будущий премьер-министр и член королевского Тайного совета). Наиболее известным активистом был харизматичный буддийский монах Киттивудхо Бхикху, прославившийся проповедью: «Убить коммуниста – не грех!»
Движение проводило массовые акции и вело антикоммунистическую пропаганду (причисляя при этом к коммунистам леволиберальные и общедемократические силы). Были организованы многочисленные демонстрации, митинги, публичные конференции, кампании в СМИ. Противозаконное насилие активисты «Навапон» применяли реже «Красных гауров» (с которыми поддерживались неафишируемые связи). Однако и с их стороны было совершено несколько убийств.

## Столкновения 1976 года. Резня и переворот
Весной 1976 года волна забастовок вынудила либеральное правительство Сени Прамота к ряду социально-экономических уступок. Профсоюзные требования, принятые властями, ущемляли экономические интересы мелких производителей и торговцев. «Девятая сила» провела в Бангкоке массовую демонстрацию с требованием отставки правительства и передачи власти военным. Активисты движения начали нападать на левых кандидатов в парламент. В ходе предвыборной кампании были убиты несколько десятков человек.
В сентябре 1976 года в Таиланд вернулся фельдмаршал Таном Киттикачон — бывший глава правого военного правительства, свергнутого студенческими выступлениями в октябре 1973 (ранее был организован приезд его заместителя фельдмаршала Чарусатьена). Левые организации, прежде всего студенты Таммасатского университета, развернули массовые протесты. По Бангкоку распространились слухи об оскорблении в Таммасатском университете наследного принца Вачиралонгкорна — якобы было вывешено непочтительное изображение. Это спровоцировало массовое возмущение, поскольку подавляющее большинство тайцев — монархисты, глубоко почитающие короля и его семью. 
6 октября 1976 произошла бойня в Таммасатском университете . Полиция, войска и боевики «Красных гауров» учинили резню левых студентов. Погибли, по разным оценкам, от 46 до 100 человек. Члены «Девятой силы» непосредственно не участвовали в убийствах, но всецело поддержали расправу уличными акциями и интенсивной агитацией.

## Достижение политических целей. Прекращение деятельности
После кровопролития в Таммасатском университете министр обороны адмирал Сангад Чалорью объявил об отстранении премьер-министра Сени Прамота. Власть перешла к военной хунте под руководством Чалорью. Главой правительства был назначен Танин Краивичьен — ультрароялист, антикоммунист и один из руководителей «Навапон».
Установленный режим приобрёл репутацию самого репрессивного в истории Таиланда. Политика Краивичьена совпадала с ультраконсервативной идеологией «Девятой силы». Однако само движение снизило активность, поскольку коммунистическая угроза была снята. После отстранения Краивичьена от власти в 1977 году — также произведённом со стороны Чалорью и с согласия короля — «Девятая сила» фактически прекратила свою деятельность.